# Zhiritskiy (cráter)

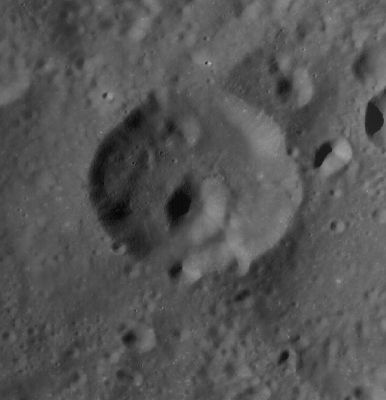
Fotografía de la misión Lunar Reconnaissance Orbiter

Zhiritskiy es un cráter de impacto perteneciente a la cara oculta de la Luna. Se encuentra al sur de la gran planicie amurallada del cráter Fermi y al noroeste del cráter Schaeberle. Se sitúa sobre el borde occidental del cráter satélite Zhiritskiy F, una formación circular erosionada mucho más grande.
Zhiritskiy es ligeramente alargado, con una pequeña protuberancia en su borde exterior hacia el este. Un par de pequeños cráteres se localizan sobre el borde sur, con un cráter pequeño pero notable cerca del punto medio. También aparece un cráter más pequeño en la base de la pared interior norte. El suelo interior es algo irregular en su forma, especialmente en la mitad este, donde el cráter se superpone al borde de Zhiritskiy F.

## Cráteres satélite
Por convención estos elementos son identificados en los mapas lunares poniendo la letra en el lado del punto medio del cráter que está más cercano a Zhiritskiy.
|            | \| Zhiritskiy \| Coordenadas \| Diámetro \| \| ---------- \| ------------------------------- \| -------- \| \| F \| 24°54′S 121°36′E / -24.9, 121.6 \| 75 km \| \| Z \| 23°12′S 120°24′E / -23.2, 120.4 \| 22 km \| |          |
| Zhiritskiy | Coordenadas | Diámetro |
| F          | 24°54′S 121°36′E / -24.9, 121.6 | 75 km    |
| Z          | 23°12′S 120°24′E / -23.2, 120.4 | 22 km    |